# Battlestar Galactica (2003)
Battlestar Galactica is een drie uur durende Amerikaanse miniserie, bestaande uit 2 afleveringen. De serie vormt het begin van een herinterpretatie van de succesvolle serie uit 1978, en werd gemaakt als proefuitzending voor een nieuwe Battlestar Galactica-reeks. De miniserie werd geproduceerd door Ronald D. Moore en voor het eerst uitgezonden op het Amerikaanse Sci Fi Channel op 8 december 2003. Omdat de serie algemeen op positieve manier onthaald werd door zowel het publiek als de pers, is er nadien vrij snel gestart met de volledige reeks.

## Verhaal
In de intro wordt vermeld hoe de mensheid op de 12 kolonies de cylons schiep om het leven makkelijker te maken, maar zich uiteindelijk tegen hun scheppers keerden. Uiteindelijk verdwenen de cylons naar een andere planeet.
Nadat de cylons 40 jaar niets van zich hebben laten horen, openen ze opeens een nucleaire aanval op de 12 kolonies. De cylons worden hierbij geholpen door Doctor Gaius Baltar, die (onwetend) onder invloed van een menselijke cylon Number Six toegang verleend heeft tot de veiligheidssystemen van de overheid. Zo wordt de meerderheid van de vloot van de mensheid uitgeschakeld, wat de verrassingsaanval tot een groot succes maakt.
De Battlestar Galactica, een oud schip uit de tijd van de eerste oorlog met de Cylons dat tot museumschip zou worden omgevormd, was niet gekoppeld aan het gesaboteerde netwerk. Derhalve is dit het enige schip dat nog kan vechten. Commandant Adama neemt het heft in handen en vlucht door middel van een 'Faster-than-light' sprong naar Ragnar Anchorage. Ondertussen vlucht de minister van onderwijs Laura Roslin met de overlevende overheidfunctionarissen met de 'Colonial One' naar de plaats waar de Battlestar tevoorschijn kwam. Daarin wordt ze gevolgd door een aantal andere snelle schepen, terwijl tragere schepen opgeofferd moeten worden.
Er blijft niets anders op dan te vluchten voor de Cylons, omdat één sterrenschip onvoldoende is om de Cylon vloot te verslaan. Adama en Roslin besluiten dan ook om te vluchten met wat rest van de mensheid. Op een ceremonie ter nagedachtenis van de miljarden doden, geeft Adama de mensheid een nieuw doel: de zoektocht naar de mythische thuisplaneet 'Aarde'.
Number Six waarschuwt Baltar, die met een van de vluchtende schepen kon ontsnappen van Caprica, dat de menselijke vloot geïnfiltreerd is met een aantal menselijke Cylons. Doorheen het verhaal ontdekken we er een aantal.

## Rolverdeling
| Acteur             | Rol                    |
| ------------------ | ---------------------- |
| Edward James Olmos | William Adama          |
| Mary McDonnell     | Laura Roslin           |
| Jamie Bamber       | Lee "Apollo" Adama     |
| James Callis       | Gaius Baltar           |
| Grace Park         | Number Eight           |
| Tricia Helfer      | Number Six             |
| Katee Sackhoff     | Kara "Starbuck" Thrace |
| Aaron Douglas      | Galen Tyrol            |
| Michael Hogan      | Saul Tigh              |
| Tahmoh Penikett    | Karl "Helo" Agathon    |
| Kandyse McClure    | Anastasia "Dee" Dualla |
| Alessandro Juliani | Felix Gaeta            |
| Nicki Clyne        | Cally Tyrol            |

## Overeenkomsten en verschillen met de oorspronkelijke serie
Alhoewel de nieuwe serie een grote overeenkomst vertoont met de oorspronkelijke serie qua verhaallijn, zijn er toch een aantal verschillen die de serie tot op een hoger niveau tillen:
- De Cylons bestaan in de nieuwe reeks uit twee varianten: de mechanische variant, duidelijk herkenbaar aan zijn rood cyclopische oog, en menselijke vormen die op het eerste gezicht niet te onderscheiden zijn van echte mensen. Dit leidt vaak tot paranoia en achterdocht. In de serie Galactica 1980, het vervolg op de serie uit 1978, kwamen dit soort Cylons al wel voor.
- Starbuck en Boomer zijn in de nieuwe serie vrouwen, terwijl ze in de vorige serie mannelijke personages waren.
- Het belangrijkste verschil met de oorspronkelijke reeks is wel het verschil in toon en sfeer. Terwijl de originele serie nogal luchtig en vrijblijvend was, is de nieuwe serie qua toonzetting veel donkerder en grimmiger. Dit lijkt beter te resoneren met de dramatische gebeurtenis die de mensheid overkomen is. Het is ook in lijn met de stijl van Amerikaanse televisieseries uit die tijd zoals Lost en Heroes, die meer de nadruk leggen op de psychologische kant.

## Tv-uitzending in België
| Titel               | Eerste Uitzending België |
| ------------------- | ------------------------ |
| Miniseries, Night 1 | 27 mei 2007              |
| Miniseries, Night 2 | 3 juni 2007              |